# Saint-Loup-des-Bois
Saint-Loup-des-Bois (bis 30. Dezember 2021 Saint-Loup) ist eine französische Gemeinde mit 463 Einwohnern (Stand: 1. Januar 2022) im Département Nièvre in der Region Bourgogne-Franche-Comté. Die Gemeinde gehört zum Arrondissement Cosne-Cours-sur-Loire und zum Kanton Cosne-Cours-sur-Loire (bis 2015: Kanton Cosne-Cours-sur-Loire-Sud). Die Bewohner werden Saint-Lupéens und Saint-Lupéennes genannt.

## Lage
Saint-Loup-des-Bois liegt etwa acht Kilometer ostnordöstlich vom Stadtzentrum von Cosne-Cours-sur-Loire. Umgeben wird Saint-Loup-des-Bois von den Nachbargemeinden Saint-Vérain im Norden und Nordosten, Alligny-Cosne im Osten, Pougny im Süden, Saint-Père im Südwesten sowie Cosne-Cours-sur-Loire im Westen.

## Bevölkerungsentwicklung
| Jahr                       | 1962 | 1968 | 1975 | 1982 | 1990 | 1999 | 2006 | 2013 | 2020 |
| -------------------------- | ---- | ---- | ---- | ---- | ---- | ---- | ---- | ---- | ---- |
| Einwohner                  | 455  | 443  | 404  | 430  | 448  | 440  | 453  | 495  | 470  |
| Quellen: Cassini und INSEE |      |      |      |      |      |      |      |      |      |

## Sehenswürdigkeiten
- Kirche Saint-Loup-des-Bois

## Nachweise

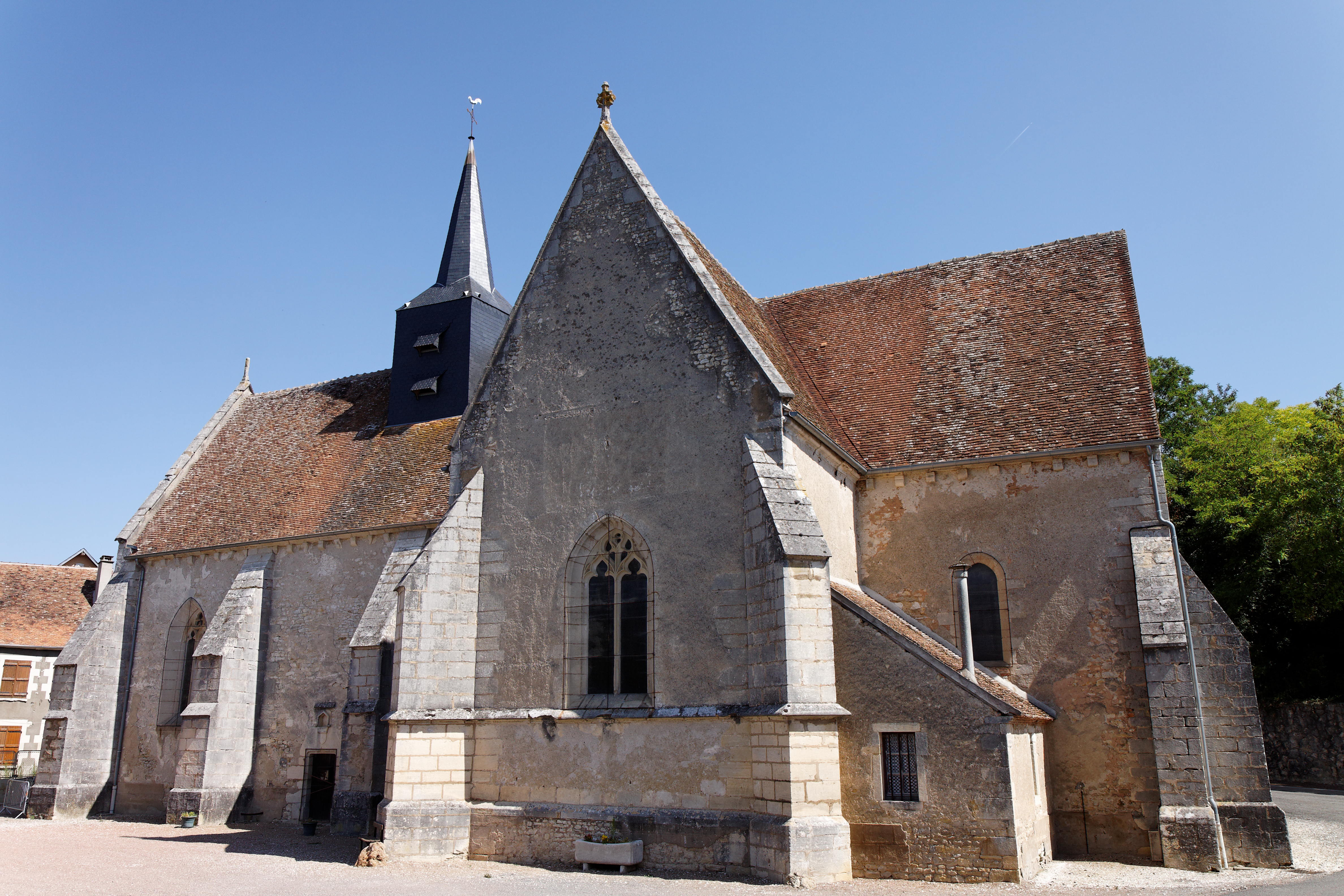
Kirche Saint-Loup-des-Bois

1. ↑  Décret no 2021-1921 du 30 décembre 2021 portant changement du nom de communes , www.legifrance.gouv.fr, abgerufen am 20. Januar 2022